# Nevrina radiata
Nevrina radiata is een vlinder van de familie van de grasmotten (Crambidae), uit de onderfamilie van de Spilomelinae. De wetenschappelijke naam van deze soort is voor het eerst voorgesteld door Jean Ghesquière in een publicatie uit 1942.
De soort komt voor in Congo-Kinshasa.